# Androsténone
L’androsténone (5α-androst-16-en-3-one) est un stéroïde à forte odeur musquée trouvé dans la sueur et l'urine des mammifères mâles, où cette hormone sexuelle est généralement sécrétée par les testicules et les glandes axillaires de la transpiration. Elle est également présente dans la salive des porcins  et dans le cytoplasme du céleri. L'androsténone a été la première phéromone de mammifère à être identifiée. Molécule analogue à celle des testicules du verrat transférée aux glandes salivaires pendant la phase de pré-saillie, on la trouve en grande concentration dans la salive des porcs, et, quand elle est reniflée par une truie en chaleur, celle-ci se met en position d'accouplement. L'androsténone est l'ingrédient actif dans le Boarmate, un produit commercialisé par DuPont et vendu aux éleveurs de porcs pour connaitre les périodes d'insémination artificielle des truies. Le rôle biologique de cette phéromone serait une des explications de l'ardeur et la motivation des truies à rechercher la truffe, d'où l'utilisation traditionnelle du cochon truffier,.

## Propriétés olfactives
En fonction de la personne qui la sent, elle peut être décrite comme ayant une odeur désagréable de sueur, d'urine, de boisé, ou une odeur agréable de fleur,,. Ces différences de perception peuvent être expliquées par les différences génétiques dans le récepteur OR7D4, qui détecte le produit. Les personnes qui possèdent deux gènes appropriés pour le récepteur ont tendance à décrire l'odeur du produit comme celle de l'urine. Ceux qui n'ont qu'un seul gène approprié la décrivent comme faible ou ne sont pas en mesure de la détecter. Ceux qui ont des gènes mutés la décrivent comme agréable ou douce.  
En petite quantité, l'odeur est difficilement détectable par la plupart des gens. Cela peut être dû à un polymorphisme du gène du récepteur qui code le récepteur androsténone. Toutefois, l'éventail des moyens permettant de détecter l'odeur varie considérablement. Il a été prouvé que l'odeur peut être détectée par des gens dans une fourchette de concentration de 0,2 à 2 parties par milliard. Plusieurs études rapportent, toutefois, que certaines personnes qui, au départ ne pouvaient pas détecter l'odeur peuvent apprendre à la reconnaitre par des expositions répétées au produit.